# 鄰里社區

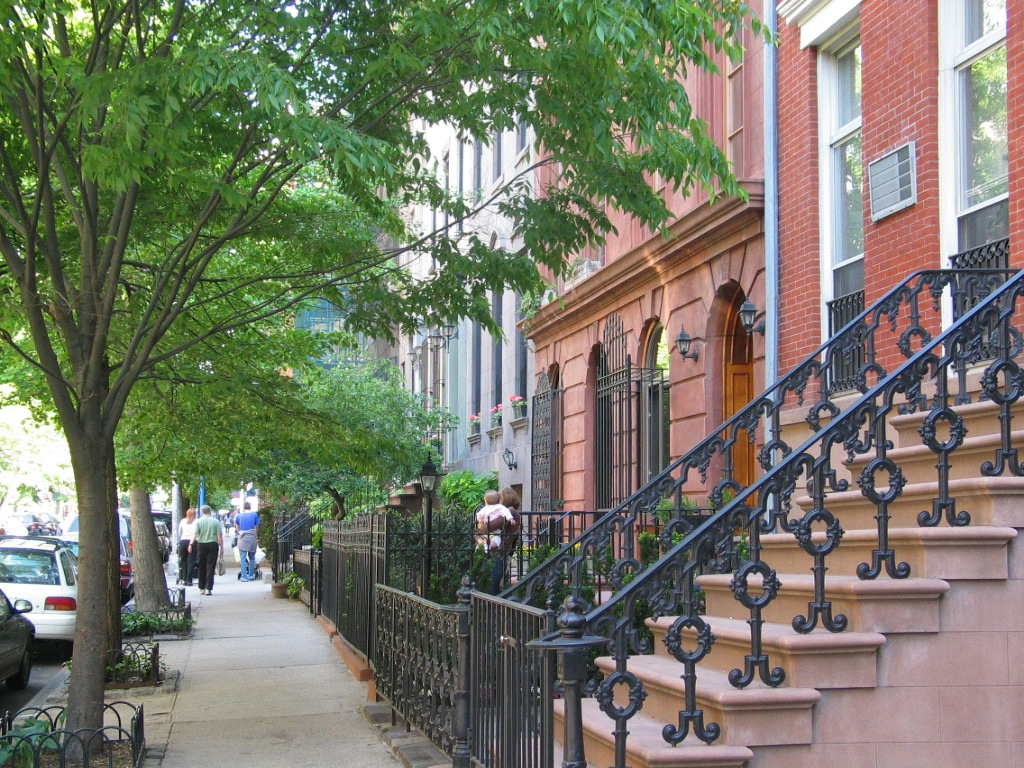
美國排屋式的社區鄰居關係密集度高

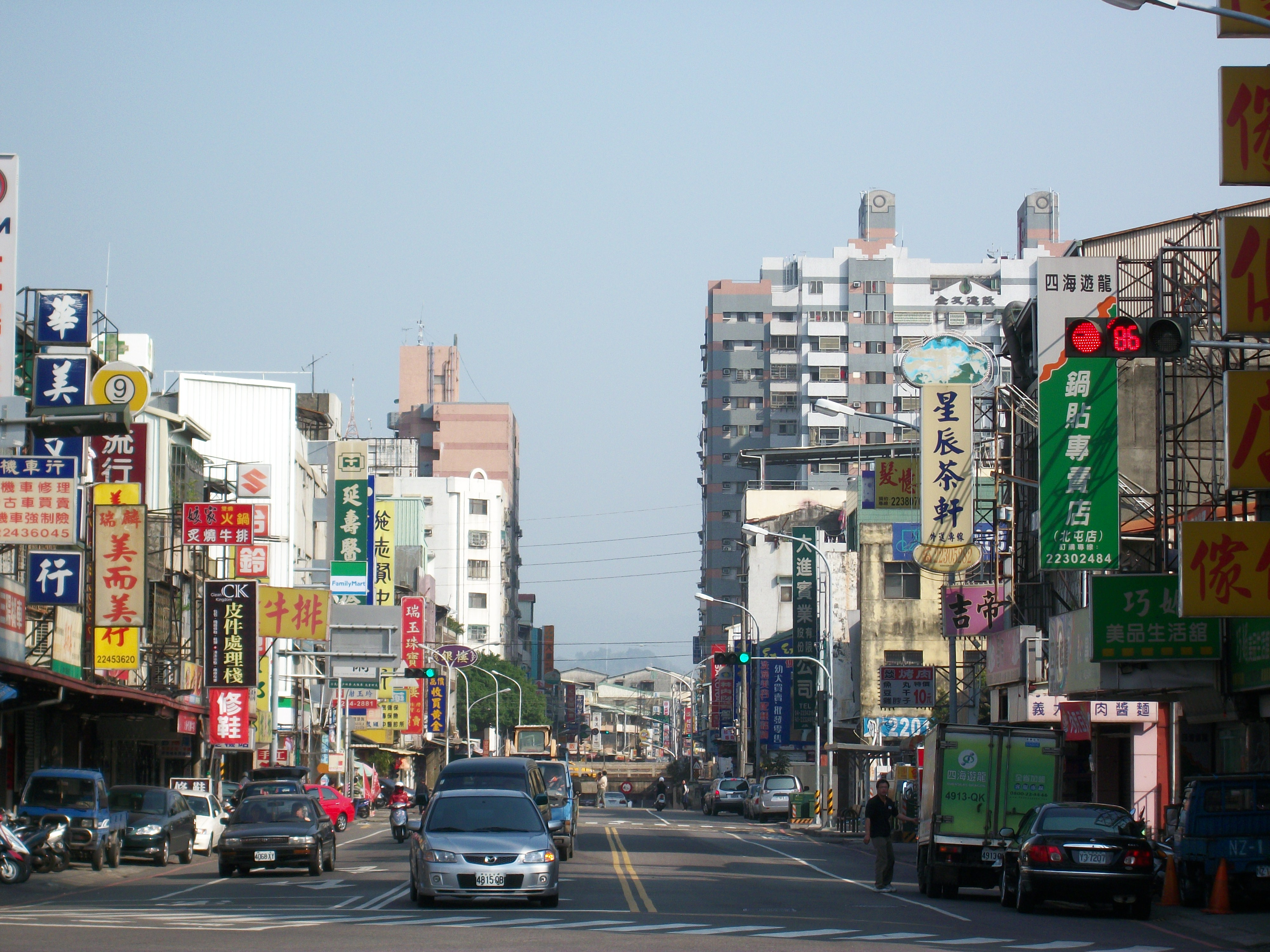
台中市的街道戶戶都是商店的鄰居關係

鄰里社區（英語：Neighbourhood），也非正式地稱為街區，是指都市、市鎮等城鎮地帶內有地緣關係的社區。近鄰社區中的居民即鄰居，又稱鄰里、厝邊、街坊、鄰舍、鄰人、近鄰、隔壁等，通常會構成一個居民間有所互動的社會群體。鄰里社區內的人際關係稱為鄰里關係。

## 傳統鄰里關係
傳統社會很重視鄰里關係，不少傳統鄉村的鄰居屬於同一宗族，彼此有血緣關係，這種聚居方式叫聚族而居，以這種方式形成的村落稱為單姓村。即使沒有血緣關係的鄰居，在傳統社會裡，關係也很親密，俗語「遠親不如近鄰」就表現了這種關係，而在鄉村地區，近鄰社區內不少重大事務都要鄰居們一起討論，尋求共識，平日亦要發揮守望相助的精神。

## 現代鄰里關係
現代社會由於個人主義較從前盛行，人際關係亦較疏離，鄰里之間的關係亦較從前疏離，在二十世紀初的上海已經出現這樣的情況，豐子愷的散文《鄰人》就表達出當時上海社會鄰人關係疏離，互不信任的情況，他的同名漫畫也是描繪這種情況。
雖然現代鄰里關係普遍較往日疏離，但現在仍然有不少人經常與鄰人來往，例如到鄰居家中打麻將、唱卡拉OK等。有時家中一些必需品用完也會向鄰居暫借，如調味品、清潔用品等，而一些雙薪家庭也會由鄰居充當託兒員，照顧他們的年幼子女。
當發生家居意外或於家中出事時，鄰居往往可以幫忙，例如打電話報警，扶持病人或傷者等候救援，甚至親身救人。此外在兇殺案現場，鄰居是目擊證人的來源，例如《八仙飯店滅門案》、《後窗》。
現時不少鄰近社區都會組織成大小不同團體，爭取社區共同關心的社會福利、自治或共同市場，例如業主立案法團、互助委員會、街坊福利會等，香港政府更有廣告推動睦鄰觀念。

## 参見
- 初級群體
- 社群意識
- 門禁社區
- 社區 (行政區劃)